# Säbener Straße
A Säbener Straße az FC Bayern München klubközpontja, mely az első, a második és a korosztályos csapatainak edzőpályáját, az egyesület regenerációs központját és a klub központi irodáját foglalja magába 70 000 négyzetméteren. A sportlétesítményt 1990-ben építették, mely a Säbener Straße 51-57 szám alatt, München (81547) Harlaching kerületében terül el.

## Szolgáltató központ
A 95 méteres épület piros kinézettel, antracit üvegpanelekkel és egy hatalmas klublógóval büszkélkedik. A porta, a szolgálati és a jegyeladó pult az Allianz Arena kicsinyített másaként néz ki.
Az új szolgáltatói központ a klub látható szimbóluma, a modernséget és a formaiságot jelképezi
A háromemeletes épület a vásárlók és a rajongók legkorszerűbb érintkezési pontja, mely magába foglal egy 250 négyzetméteres áruházat, valamint egy Bayern Tours nevű utazási ügynökség található, amely üzleti és privát vevőket szolgál ki. A szolgáltatói központ minden nap reggel 8-tól este 8-ig van nyitva. A központ parkolója 65 autónak és 4 busznak biztosít helyet.

## Regenerációs központ

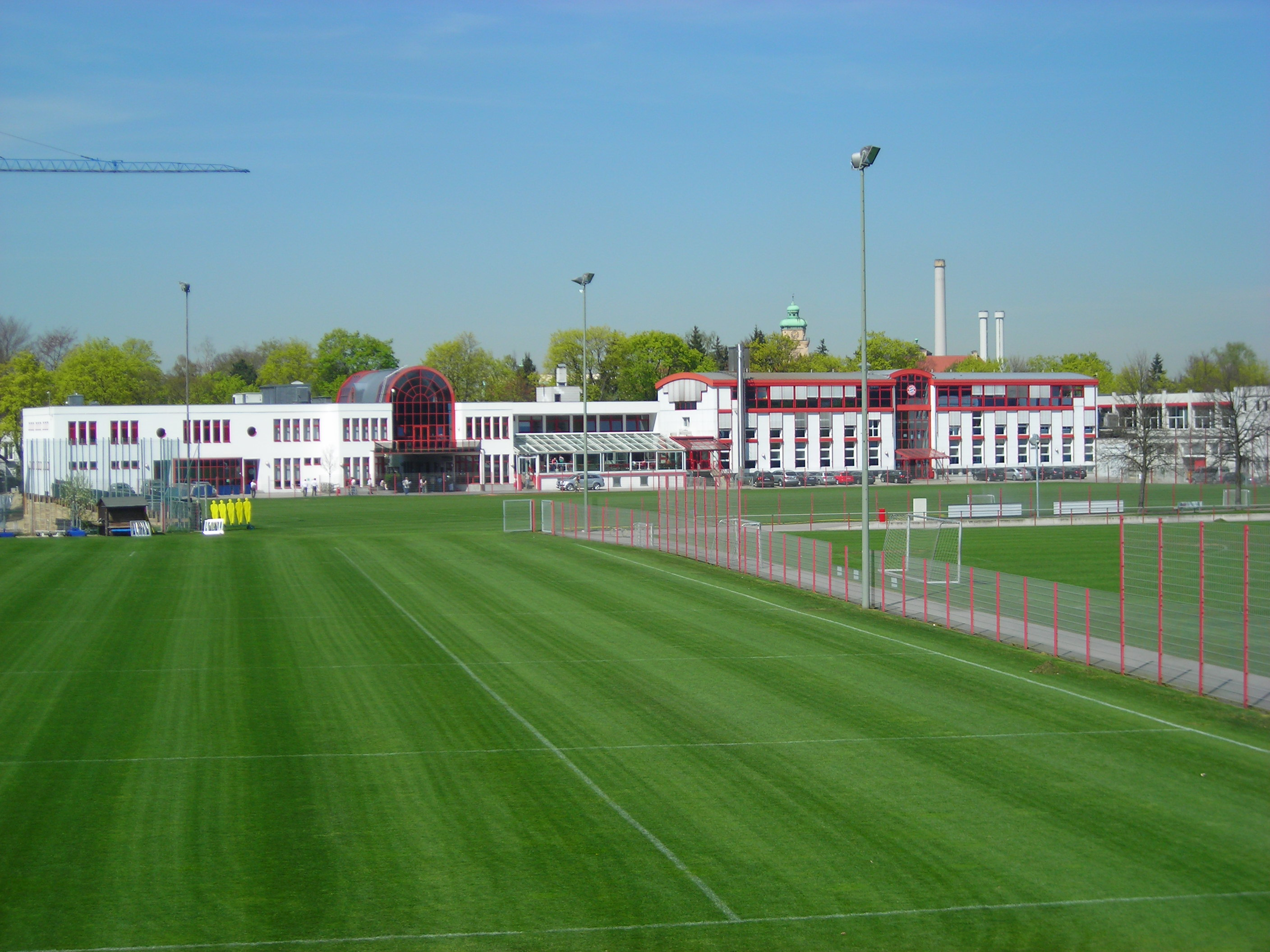
A Säbener Straße

A 2007-2008-as szezont követő nyári szünet után felújításra került a Säbener Straße. A korábbi szakértői bázist (ahol a személyzet 1990 óta dolgozott) és a régi rajongói boltot is átköltöztették az szintén ekkor korszerűsített regenerációs központba.
Mindenki fel van dobódva. Ez a játékosoknak egy tökéletes oázis, miközben 100 százalékosan a labdarúgásra tudnak koncentrálni.
Ez a klub új ékszere és a szíve! Ez bárhol egyedülálló a világon, a Real Madridnak és a Barcelonának sincs ilyen létesítménye. Igazán büszkék vagyunk rá! Minden területen segíti a játékosokat egyéni fejlődésében.
A 2000 négyzetméteres regenerációs központ elsősorban a játékosok készségeit fejleszti a pályán belül és kívül. A terv része az is, hogy NBA és NFL játékosok látogatnak el a központba.
A legkorszerűbb súlyzó- és fitneszterem oldalt helyezkedik el, a szomszédban pedig egy masszázsegység és az edzők irodája található, ahol az edző és csapata tervezi, valamint elemzi az edzéseket. Szemben egy kávéház található könyvtárral, és egy családi szobával, ahol a játékosok eltölthetik az időt a partnerükkel és a gyerekeikkel. Egy keverőasztal és játékkonzolok gondoskodnak a további pihenésről.
Az első emeleten egy elektronikus tanulószoba található, ahol nyelveket tanulhatnak a játékosok. A családi szobából egy lépcsősor vezet ki a tetőtérre, ahonnan lehet látni a régi rajongói boltot, ami most egy másik létesítménynek ad helyet. Az előadóterem valójában egy 2,8 méteres képernyővel rendelkező privát mozi 39 bőrüléssel. A megbeszéléseket és a mérkőzéselemzéseket itt tartják, és egy időben akár ötnyelvűre is le tudják fordítani a beszélgetést.
Az előadóterem mellett a tetőterasz található, ahol a jövőben közösségi estéken grillezhetnek a sztárok. A fő öltöző, az edzők öltözője és a zuhanyzó három jéghideg medencével a földszinten található. Az újjáépített öltözőben 24 öltözőszekrény található és mindegyikhez egy kicsi digitális üzenő tábla tartozik, amely megmutatja a játékosok egyéni időbeosztását. A regenerációs központban a labdarúgók pihenésére és munkájára alkalmas.
Ez zseniális és boldog vagyok, hogy az edzések közti időt itt tölthetem. A regenerációs központ hatalmas, nem tudom szavakban leírni.

## Központi iroda
A szolgáltatói központ újjáépítési projektjében adott volt a lehetőség, hogy összegyűjtsék a Bayern adminisztrációs családját. Az új hivatalok az első és a második emeleten találhatóak, ez megengedte, hogy a kereskedő és az engedélykiadási szekció hosszú évek után rendszerezésre kerüljön, ami az építkezés alatt ideiglenesen Oberhaching külvárosban volt elhelyezve. A jegyek, a tagszolgáltatások, a felderítés, a fanklubok, az autogramok, a posta és a szállítmányozási osztály szintén az új épületben található meg.
Cserébe kiürült az öregebb irodaház. A tanácstagok irodái, mint Karl-Heinz Rummeniggeé, Uli Hoeneßé és Karl Hopfneré a második emeleten találhatóak, miközben a trió kiválóan elemezheti a játékosok fejlődését az edzőpályán. A pénzügy és a könyvelési részleg a menedzsmentek irodái mellett helyezkedik el.
Az első emelet a médiának, a kommunikációnak, a szponzoroknak, a marketing szekciónak, az új média osztálynak és a nemzetközi kapcsolatoknak ad otthont. A földszint és az alagsor tartalmaz egy IT részleget és egy öltözőt az utánpótlás- és tartalékcsapatoknak.

## Edzőpálya

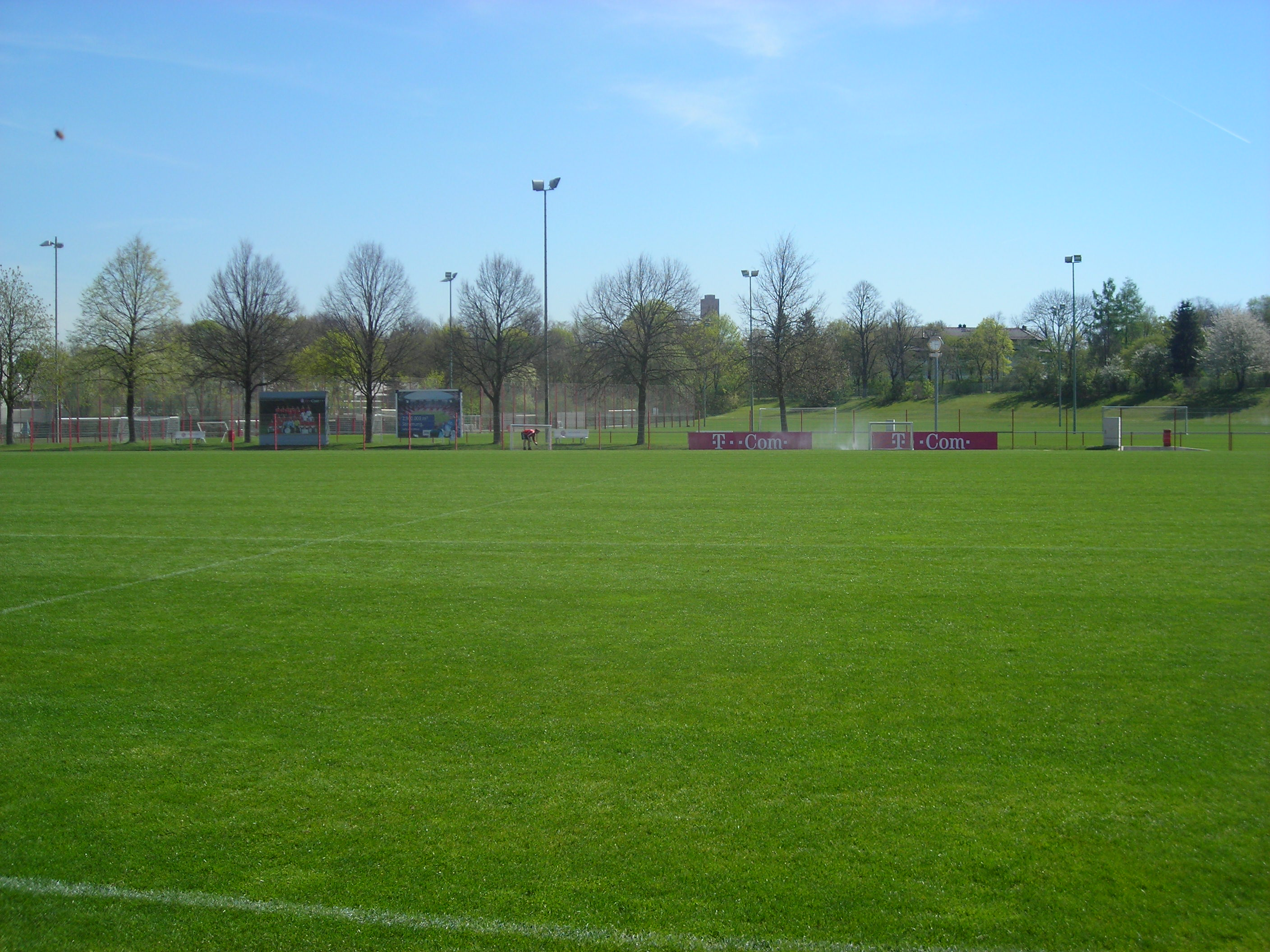
Az egyik edzőpálya

A Säbener Straße a Bayern München egész csapatának otthont ad, a Bundesliga rangidőseitől kezdve az U-8-as csapatig, nagyszerű edző és játszó feltételeket biztosítva. A sztárok öt pályán edzhetnek, melyek közül kettő fűtéssel is el van látva. Természetesen a gyepen a pályamunkások minden nap dolgoznak, hogy a felszíne és a fű is kiváló minőségű maradjon.
A 80 000 négyzetméteres területen két-három generációs mesterségesen befüvesített pálya, egy strandröplabda-pálya és egy sokoldalú sportterem is megtalálható. A profik és a fiatal reménységek egyformán használhatják ezt a kiemelkedő létesítményt.

## Ifjúsági akadémia
Az épületet ugyanakkor építették, amikor az egykori szakértői negyedet, pontosan 1990-ben. A létesítmény akár tizenhárom olyan 15-18 éves játékost is el tud helyezni, akik túl messze laknak Münchentől, de vannak vendégszobák is az épületben. A közös helyiség a legfelső emeleten található: a fiatalok rendelkezésére áll egy konyha és egy játékszoba is. A csapatot akár tizenegy tanár is taníthatja délutánonként, hogy segítsenek a játékosoknak az iskolai munkában.
Az akadémiát 2007 óta Gertrud Wanke vezeti, aki a fiatal reménységek "szülő-helyettese": felébreszti az ifjúságot és előkészíti a reggelijüket, de a játékosok kisebb nagyobb nehézségeiről is ő gondoskodik. Őt Andreas Kronenberg, képzett ifjúsági tanár segíti, aki a legények szabadidejét segít eltölteni, rendszerezni.
A fiatal csapat közigazgatási hivatala a földszinten található, amit Werner Kern tart fent, valamint ő az ifjúsági együttesek és a tartalékcsapat igazgatója is. A komplexumban található egy konferenciaterem modern kommunikációs felszereléssel. A szobát találkozásokkor és a bemutatkozásnál használják, valamint az edzői személyzet számítógépes elemzéseket hajthat végre itt. Egy tökéletes akadémia, amely gondosan neveli a tehetséges fiatal játékosokat, akik arra törekednek, hogy legnagyobbak nyomába lépjenek.

## Ingolstädter Straße
Lábak helyett téglákba szeretnénk befektetni, ez az elsődleges célunk jelenleg.
Az új létesítmény az Allianz Arenához közelebb lenne, mint a Säbener Straße. 4-5 kilométerre létesülne a stadiontól Észak-Münchenben (Freimann-ban). A vezetőség célja az volna az új edzőközponttal, hogy többek között a Bayern München női csapata és az utánpótlás nevelést is magába foglalja. A Säbener Straße így megmaradna a felnőttcsapatnak. Az ötlet kiváltó oka a zsúfoltság volt.